# Demetrios Chalkokondyles
Demetrios Chalkokondyles (Grieks:  Δημήτριος Χαλκοκονδύλης Dēmḗtrios Chalkokondýlēs; Athene, augustus 1423 - Milaan, 9 januari 1511) was een Byzantijnse wetenschapper die jarenlang doceerde in Italië.

## Biografie
Demetrios Chalkokondyles werd geboren in een Griekse adellijke familie in Athene en was een neef van de Byzantijnse historicus Laonikos Chalkokondyles. Zijn familie emigreerde naar de Peloponnesos en in 1446 verhuisde hij naar Italië. In 1449 arriveerde Chalkokondyles in Rome waar Basilios Bessarion zijn beschermheer werd. Hij werd een student van Theodorus Gaza. Chalkokondyles verkreeg weldra ook de bescherming van Lorenzo I de' Medici in wiens huishouden hij docent was voor diens kinderen.
In 1463 werd hij professor Grieks aan de Universiteit van Padua en in 1479 stapte hij over naar de Universiteit van Florence waar hij de positie overnam van Johannes Argyropoulos. Enkele van zijn leerlingen waren Janus Lascaris, Angelo Poliziano, Giovanni di Lorenzo de' Medici, Baldassare Castiglione en Johannes Reuchlin.
Op 61-jarige leeftijd huwde Chalkokondyles in 1484 en zou hij vader worden van tien kinderen. Negen jaar later kreeg hij de uitnodiging van Ludovico Sforza om te komen doceren in Milaan en aldaar zou hij ook overlijden.

## Werk
Chalkokondyles publiceerde in zijn leven een Grieks grammaticaboek en daarnaast schreef hij ook een wetenschappelijke verantwoorde editie van de Ilias en de Odyssee. Ook vertaalde hij de anatomie van Claudius Galenus naar het Latijn.

- Bibsys: 95000881
- Biblioteca Nacional de España: XX1766885
- Bibliothèque nationale de France: cb13164475z (data)
- Gemeinsame Normdatei: 119514567
- International Standard Name Identifier: 0000 0001 2149 1409
- Library of Congress Control Number: nr2002003869
- Mathematics Genealogy Project: 131576
- Nationale Bibliotheek van Tsjechië: mzk2007395120
- Nationale en Universitaire bibliotheek Zagreb: 000085624
- Nederlandse Thesaurus van Auteursnamen: 129042560
- Réseau des bibliothèques de Suisse occidentale: 02-A024124268
- Istituto Centrale per il Catalogo Unico: RMLV021277
- LIBRIS: 342835
- Système universitaire de documentation: 148724299
- Virtual International Authority File: 120695715
- WorldCat: E39PBJf8xDGHYRFfyGCfFgptrq